# Eulampiacris leucoptera
Eulampiacris leucoptera är en insektsart som först beskrevs av Scudder, S.H. 1875.  Eulampiacris leucoptera ingår i släktet Eulampiacris och familjen gräshoppor. Inga underarter finns listade i Catalogue of Life.